# 鎂營養
鎂是人體必須的宏量礦物質營養素。
鎂能镇定中枢神经。現代的食品多經加工再造，容易導致鎂離子流失，發生攝取不足的問題，可能增加糖尿病等慢性疾病的風險。

## 人體含量與分布[1][2]
鎂是人體內重要元素之一，是體內礦物質含量第四豐富的陽離子，僅次於鈣、鉀、鈉，在體液中主要以二價陽離子形式存在。成年人體內鎂總量約22–26克，鎂主要存在骨骼（占60%），其次在細胞內（39%，含骨骼肌細胞內的20%），只有約 1%在細胞外。
鎂占骨頭總灰分的0.5%~0.7%。骨骼的鎂約三分之一與磷酸根緊密結合，其餘三分之二吸附於骨骼表面，可用來維持血液和組織的正常濃度。軟組織的鎂含量約為每公斤2.5–9毫莫耳，與代謝活性成正比。紅細胞內濃度2.5mmo1/L，血清 0.75-1.25 mmo1/L。細胞內鎂約90 %是結合型（主要結合到核酸、三磷酸腺苷（ATP）、負電荷的磷脂和蛋白），游離部分僅為10 %。在細胞內，含核醣體的微粒體和內質網含量最高，其次是粒線體和細胞核。
血漿中鎂濃度平均約為0.85 mM (0.7-1.0 mM)，其中60%為離子態，30%與白蛋白（albumin）結合，10%為小分子複合物。血漿中鎂有離子型（游離）、複合型（與磷酸、檸檬酸等結合）和蛋白結合型（主要是白蛋白）三種形式：比例為55∶13∶12。與蛋白質結合的鎂，不可從腎小球濾過且無重要的生物學活性。游離形態的鎂，可以經腎臟過濾，其中90-95%由腎小管再回收使用，有些並與碳酸鹽、檸檬酸鹽、磷酸鹽和硫酸鹽結合。游離鎂具有重要的生物學活性。過量的鎂會造成高鎂血症，通常是由於腎功能虧損導致。對健康人體而言，過剩的鎂會經尿液迅速排出。紅血球含鎂濃度較高，約為2.15~3.1 mM。鎂依賴性酶幾乎出現在所有的代謝途徑中，鎂也被用來作為信號分子。大部分核酸的生物化學反應需要鎂(例如在核苷酸中需要ATP釋放能量的過程，因為三磷酸基與鎂複合是極為穩定的)。

## 食物來源
紫菜含鎂量最高，每100克紫菜中含鎂460毫克，居各種食物之冠，被喻為“鎂元素的寶庫”。 綠葉蔬菜是富含鎂的。 食物中諸如糙糧、堅果也含有豐富的鎂，而肉類、澱粉類食物及牛奶中的鎂含量屬中等。鎂是葉綠素中的主要成分，因此鎂多存在於富含葉綠素的蔬菜中。吃多種水果，蔬菜和穀物，將有助於攝入足夠的鎂。而硬水、胚芽、全穀類之麩皮、核果類(尤其是腰果和杏仁)、種子類及香蕉亦為鎂之豐富飲食來源。還可適當吃些粗製海鹽，因為精鹽在加工過程中會失去大量的鎂。蛋白質、乳糖、維生素D、生長激素和抗生素能加強鎂的吸收，而鈣、磷、草酸（在菠菜中含有）、植酸鹽（全粒穀物）和消化不完全的脂肪會干擾鎂的吸收，水果類、魚類、肉類、及奶類其含鎂量則不佳。而動物性食品中鎂的利用率較高，植物性食品中鎂的利用率較低。在正常攝入食物的情況下，不常見缺鎂和補鎂的問題。需注意的是，為了較好的吸收效果，鎂應避免與其他的礦物質，如鐵一起攝取。

## 攝取量
根據世界衛生組織的資料，世界各國或地区的鎂攝取量如下：
| 對象       | 食物來源                           | 國家或地区 | 平均攝取量與範圍 (毫克/天) |
| 嬰兒       | 母乳                               | 芬蘭       | {\displaystyle 24(23-25)}  |
|            |                                    | 印度       | {\displaystyle 24\pm 0.9}  |
|            |                                    | 英國       | {\displaystyle 21(20-23)}  |
|            |                                    | 美國       | {\displaystyle 23(18-30)}  |
| 嬰兒       | 配方奶粉（黃豆蛋白，Soy protein）  | 英國       | {\displaystyle 38-60}      |
|            | 配方奶粉（乳清蛋白，Whey protein） | 英國       | {\displaystyle 30-52}      |
|            | 配方奶粉                           | 美國       | {\displaystyle 30-52}      |
| 6-12歲女童 |                                    | 台灣       | {\displaystyle 228}        |
| 6-12歲男童 |                                    | 台灣       | {\displaystyle 247}        |
| 成人       | 日常飲食                           | 中國       | {\displaystyle 232\pm 60}  |
| 成年女性   |                                    | 中國       | {\displaystyle 333\pm 103} |
| 成年女性   |                                    | 法國       | {\displaystyle 284\pm 84}  |
| 成年男性   |                                    | 法國       | {\displaystyle 369\pm 106} |
| 成人       |                                    | 印度       | {\displaystyle 300-680}    |
| 成年女性   |                                    | 英國       | {\displaystyle 237}        |
| 成年男性   |                                    | 英國       | {\displaystyle 323}        |
|            |                                    | 美國       | {\displaystyle 207}        |
| 成年男性   |                                    | 美國       | {\displaystyle 329}        |
| 成年女性   |                                    | 台灣       | {\displaystyle 218}        |
| 成年男性   |                                    | 台灣       | {\displaystyle 268}        |
| 老年女性   |                                    | 台灣       | {\displaystyle 216}        |
| 老年男性   |                                    | 台灣       | {\displaystyle 250}        |

鎂的建議攝取量如下：
| 台灣      |         | 美國        |         |
| 年齡性別  | RDA(mg) | 年齡性別    | RDA(mg) |
| 1歲-      | 80      | 1-3歲       | 80      |
| 4歲-      | 120     | 4-8歲       | 130     |
| 7歲-      | 165     | 9-13歲      | 240     |
| 男童10歲- | 230     | 男童14-18歲 | 410     |
| 女童10歲- | 240     | 女童14-18歲 | 360     |
| 男童13歲- | 325     |             |         |
| 女童13歲- | 315     |             |         |
| 男童16歲  | 380     |             |         |
| 女童16歲- | 315     |             |         |
| 男性19歲- | 360     | 男性19-30歲 | 400     |
| 女性19歲- | 315     | 女性19-30歲 | 310     |
| 男性31歲- | 360     | 男性31歲-   | 420     |
| 女性31歲- | 315     | 女性31歲-   | 320     |

## 消化與吸收[7]
小腸中主要負責吸收鎂離子的是部位是空腸和迴腸，而大腸也有參與其中（特別是某些疾病導致小腸無法吸收鎂離子）。依照攝取量的的多寡，小腸吸收鎂離子有以下兩種方式。
1. 攝取量低時，依靠需要載體的主動運輸。負責主動運輸是一個稱為TRMP6的瞬時受體電位陽離子通道 (transient receptor potential cation channel)，分佈在小腸刷狀外緣細胞膜 (brush border membran)。這個通道除了可以鎂離子外也可以運輸鈣離子，當細胞內鎂離子濃度很高時，這個離子通道便會被抑制。
2. 攝取量高時，以擴散形式。

當鎂離子攝取量正常時，大約40%-60%的攝取量會被吸收，當攝取量達550-820 mg時吸收率降至只有11%-15%，但當鎂離子攝取量很低時，其吸收率可高至75%。

### 抑制吸收之物質
- 肌醇六磷酸鹽(植酸)

作用:存在於全穀類、豆類、核果類及種子中，能與鐵質結合降低鐵質的吸收。
- 未分解纖維

作用:同上。
- 未被吸收之脂肪酸

作用:與鎂離子形成脂肪酸鎂鹽，最後經糞便排出。
- 鈣、鉀等

作用:此等金屬離子濃度高而鎂離子濃度低時便會抑制鎂離子吸收。
- 磷

作用:可與鎂離子形成Mg3(PO4)2，不利鎂和磷的吸收。

### 有助吸收之物質
- 維生素D

作用:加強主動運輸。
- 果糖

作用:未知。
- 乳糖

作用:乳糖不耐症和嬰兒攝食後可加強吸收鎂離子。

## 在人體細胞間的輸送
鎂的化學和生物化學特性對於離子在細胞膜間的運輸是一大挑戰。大部分離子在細胞膜間運輸時，會逐漸使水合離子脫水，並且在經過選擇性通道蛋白時完全脫水至細胞膜的另一端。而根據鎂的性質，因為水合鎂離子與鎂離子的體積差異很大，而且在細胞質體內水合鎂離子能量高，配體交換率低，所以難以在通過離子通道前脫水。迄今，只有草履蟲的ZntA蛋白被證明是一個鎂離子通道。而自從在2004年，ZntA蛋白的3D立體結構被解出來後，其餘鎂離子通道蛋白的運輸機制便可以得知。水合鎂離子中，內層鎂離子與六個水分子緊密結合，第二層與12~14個水分子結合。我們要了解鎂離子在生物體內的作用機制，必需先了解水合鎂離子的水合層與蛋白質結合作用的機制，再來才是了解鎂離子直接與蛋白質結合的作用機制。因為在水合鎂離子內層與配體的強複合力同時影響下，會使在通道蛋白內的離子運輸作用受到延遲，所以有可能水合水會在運輸過程中保留，並且允許外層水以較弱(但仍為顯著)的作用力通過通道蛋白。雖然鎂離子運輸的作用機制很困難，但鎂離子仍需通過細胞膜，而且大量鎂離子流通過細胞膜的系統已被發現。然而目前只了解小部分的鎂離子運輸機制。

## 排泄
健康成人從食物攝取的鎂約有 60–70%隨糞便排出，有些會由流汗和皮膚脫落流失，其餘由尿中排出。腎臟是維持體內鎂恆定及排泄的主要器官，腎臟過濾的鎂約有65%在腎亨利氏環（Henle loop）的上升支（ascending limb）重新吸收，另有20-30%在近端腎小管（proximal tubule）重新吸收。正常飲食狀態下，尿鎂的排泄量約在2-5 mmol/L。攝取鎂量很低或血清鎂濃度降低時，副甲狀腺（Parathyroid gland）分泌副甲狀腺素（Parathyroid hormone，PTH），增加鎂重吸收；血清鎂增加時，腎臟過濾率會增加。外升糖激素、抑鈣素（calcitonin）、抗利尿激素皆與副甲狀腺素有相似有類似功能。增加尿鎂流失的因素有：攝取大量酒精、大量葡萄糖、利尿劑等；降低尿鎂的因素有：鎂缺乏、低鎂飲食、低血清鎂、副甲狀腺素濃度過高等，都會促進鎂重吸收。

## 生理與生化功能[13]
鎂是數百種生理反應的重要催化劑，對細胞呼吸極為重要，參與蛋白質的合成，而且也是氨基酸活化所必需的，細胞外液中的鎂是神經傳導所必需。在淋巴細胞中鎂的含量與骨骼肌的鎂含量有一定的相關性，臨床上可通過測量淋巴細胞中鎂的含量來作為缺鎂的診斷指標。鎂是許多酵素的輔助因子，尤其是有關於ATP和能量的方面，也是維持正常DNA功能，細胞的可透性，神經肌肉刺激所必須。鎂的代謝與鈣息息相關，也是副甲狀腺素合成和分泌所必須的。現在知道有兩個因素來控制，一個是細胞外液體體積上昇時會促進鎂的排出，另一個是PTH上昇時，會增加鎂的再吸收。鎂主要作用於人體血管周圍循環系統，引起血管擴張，防止動脈突然收縮，管腔狹窄，使血壓升高。在動物，缺鎂通常是因為環境提供的鎂很少量。低鎂血症是造成肌肉無力並失去平衡的主因。過量的鎂會造成高鎂血症，通常是由於腎功能虧損導致。

鎂與骨鎂是骨細胞結構和功能所必需的元素，使骨骼生長和維持。體內的脂肪、醣類、蛋白質的儲存利用以及B族維生素、維生素C和維生素E的利用，核酸與核體的完整性、轉錄和轉譯等，均要倚重鎂。鎂做為體內超過 300種以上酵素作用之輔因子，像三磷酸腺苷(ATP)是主要細胞能量來源，必須與鎂離子結合才能保持生物活性， 所以說ATP常常稱為Mg-ATP。其間接以Mg-ATP或直接活化激素參與有氧或無氧代謝途徑，產生能量及糖解作用，而粒線體酵素利用鎂螯合ATP和ADP做轉磷反應（Mg DRI）。鎂可維持適當嘌呤與嘧啶供應細胞分化所需的DNA與RNA。鎂亦參與蛋白質合成作用，對細胞之分裂非常重要。鎂激活Na+/K+-ATPase 之活性，維持細胞內外鈉、鉀之平衡。鎂控制心肌細胞內鉀往外移出作用，維持細胞內鉀恆定，避免產生心率不整。在鎂缺乏時，Na+/K+-ATPase 發生功能障礙，從而影響心肌而導致心律失常。鎂對神經肌肉正常興奮的維持亦有一定作用。鎂的減少可降低神經肌肉的興奮，促進興奮在神經末梢的傳遞，引起肌肉的攣縮。鎂能調節鈣之恆定，維持神經、肌肉之正常功能。鎂還能使十二指腸括約肌鬆弛，利於膽汁流出，促進膽囊排空，既利消化又利膽。

### 鎂與輔基
細胞許多反應都需要酵素，酵素需要各式各樣的輔基（Prosthetic group）才會表現活性；人體中約有三百五十個多個生化反應需要鎂離子當作輔基，例如：分解葡萄糖或血糖、控制膽固醇的製造、核酸的生合成、蛋白質的生合成、脂肪的分解。因此缺鎂會使許多生化反應無法進行。

### 鎂與骨骼
骨骼中的軟組織（Soft tissue）含有鎂與蛋白質等，藉此賦予骨骼活動性以及抗脆性。實驗結果顯示補充鎂可改善停經婦女的骨質疏鬆的問題，可增加其骨質密度（Bone mineral density），並且降低骨折機率。補充鎂也會使副甲狀腺素的濃度下降，推論鎂可以抑制骨質轉換，降低骨質流失而維持骨質健康。

### 鎂與能量
ATP與ADP的轉換不只需要酵素的參與，也需要鎂的幫助，ATP與鎂形成Mg-ATP的聚合體可以平衡ATP上的負電荷，穩定整個ATP的結構，使得反應更容易進行。嚴重的鎂缺乏會影響與能量代謝有關的反應。

### 鎂與酶
適用於酶的化學鎂離子，會利用鎂離子來完成一系列化學反應的功能。鎂會與基板或酶相互作用（鎂可能會是形成活性區的部份）。鎂通常會在基質內做協調，像是穩定陰離子或穩定反應中間體，或是與ATP結合、激活分子去做親核攻擊。鎂離子會利用結合基質或其他蛋白質的內部或外部領域，改變酶的構形或是參與化學催化反應。在上述情況下，鎂離子通常以水合狀態與配體(ligand)結合，故重要的是水合鎂離子而非鎂離子本身。Lewis酸性的鎂離子（pKa值11.4）使得水解和縮合反應（最常見於磷酸酯水解和磷轉換）在生物體內易於進行。鎂可做為腺甘酸環化的激活劑，而許多荷爾蒙、神經傳導物質及細胞效應物（effectors），則藉由腺甘酸環化系統控制細胞活動。

### 鎂與細胞膜及細胞壁
生物細胞膜和細胞壁有不同陰離子表面，這影響著離子的運輸，因為不同的膜選擇與不同的離子結合。鎂和鈣會與羧基以及磷酯質交聯，來穩定細胞膜。 然而大腸桿菌的外膜也與Na+、K+、Mn2+、Fe3+結合。離子運輸通常藉由濃度梯度離子和電位差（ΔΨ，受膜表面的電荷影響）來通過細胞膜。

### 鎂與蛋白質
鎂離子通常以微弱地與蛋白質鍵結 (Ka ≤ 10^5)，所以我們可以利用鎂的濃度變化來調控酵素的活性(活化或抑制酵素活性)。在細胞質中的游離鎂是與螯合劑（如ATP）結合來緩衝，或是存儲在細胞內艙室。細胞內艙室之間的鎂運輸可以調節酶的活性。所以說鎂與蛋白質的相互作用必須考慮到生物膜間離子的運輸。

### 鎂與核酸
核酸與鎂有很多作用。鎂與DNA和RNA結合會使其穩定，所以說若是雙鏈DNA中有鎂存在，可使熔融溫度（T m）提升。此外，核糖體中的核糖體蛋白質與鎂結合可以使其穩定。很多酶的生化反應涉及核酸與鎂的結合，使其具活性與催化能力。而且許多具自我催化的核酶（只含RNA的酶）是需要鎂的（如酵母菌 group II self splicing introns）。鎂離子是維持磷酸鹽群位置完整的關鍵。這些磷酸鹽群出現在許多不同部分的細胞核與細胞質中。例如六水合鎂離子與DNA的major groove結合以及A-form核酸雙鏈outer mouth 結合。

### 離子恆定與肌肉收縮
生物體的離子恆定透過許多電解質來調節，鎂也是其中之一。研究指出鎂離子會活化鈉鉀ATP酶（Na-K-ATPase），藉此維持細胞內外鈉、鉀之平衡。心臟的鎂可以促使心肌細胞將鉀運送到細胞外，維持心肌細胞內鉀離子濃度，避免心律不整（Arrhythmia）；當鎂離子濃度低時，會促使鈣和鈉流到細胞內，而使鎂和鉀流到細胞外，此現象若發生在心肌細胞則會使心臟過度收縮。在肌肉組織，鎂與鈣離子的調控有密切關係，鎂缺乏會使細胞內的鈣上升，鈣離子濃度改變會使肌肉收縮運作不正常，也會影響神經系統。缺鎂會使肌肉處在過度緊張的狀態，進而引發抽搐或痙攣等肌肉不自主抽動的現象；補充鎂很容易就能夠穩定這樣的病徵。血管壁肌肉若鎂離子濃度過低，相對使得鈣離子變高，則會造成血管硬化，血液流動不順暢另外鈣會促進血液的凝固，相反的鎂則可以避免血液的不正常凝結；綜合以上我們可以發現，若鈣鎂離子濃度不正常會使得血管過度收縮硬化以及血液不正常的凝結，如此一來很容易就產生心血管疾病。

### 鎂與心血管和心臟
鎂主要作用於周圍血管系統引起血管擴張，小劑量應用可發生面紅、出汗及溫暖感，與體溫調節有關。較大劑量則可降低血壓，在正常人尤為明顯。鎂缺乏使血管緊張肽和血管收縮因子增加，引起動脈的突然收縮。鎂是肌細胞膜上Na+/K+-ATPase 必需的輔助因子，鎂離子與磷酸鹽合成激活劑，激活心肌中腺苷酸環化酶，在心肌細胞線粒體內，刺激氧化磷酸化。它能促進肌原纖維水解三磷酸腺苷，使肌凝蛋白膠體超沉澱和凝固，又參與肌漿網對鈣的釋放和結合，從而影響心肌的收縮過程。健康的心臟含鎂量比其他肌肉多，所以鎂缺乏很容易影響心臟的運作；鎂含量不足會破壞心臟的節律，輕者產生心悸，重者則會致死。心臟的收縮也需要鎂離子的配合，使其順利跳動，以將血液順利送至身體各部份，且壓力不至於過高。研究結果顯示，血鎂濃度正常者其動脈粥狀硬化症機率較低，飲用硬水者由於攝取到較多的鈣鎂離子，罹患心血管疾病的機率也較低；另外研究也發現鎂的攝取量與血壓有負相關。而心肌梗塞病患心肌鎂含量減低，而慢性心臟病患心肌鎂含量卻並不減少。因此，認為心肌含鎂降低時是心肌梗塞患者易發猝死的一個因素。

### 鎂與神經傳導
神經傳導與體液的離子濃度有關，鎂不足時會使神經細胞容易受刺激，這是由於神經元細胞經由突觸小胞（Synaptic vesicle）釋放神經傳導物質來傳遞訊息，當突觸末梢的鈣離子濃度高時，會活化鈣制素（calmodulin，又稱攜鈣素、攜鈣蛋白、鈣調理素），進一步活化蛋白激酶，產生胞泌作用（Exocytosis），使得訊息得以傳導；當突觸末梢鎂離子濃度稍高時，會使突觸小胞所釋放的神經物質減少，故鎂離子在疏緩神經壓力上扮演著重要的角色。而體內鎂量不足時，會使得神經細胞容易刺激，情緒容易激動，肌肉系統容易產生不自主的抽動，血管也會因收縮過強使得心律不整，而腦細胞則會因為接受過多訊息使得人不易入睡，引發失眠。

### 鎂與腸胃道
低張硫酸鎂溶液經十二指腸時，可使括約肌鬆弛，短期增加膽汁流出，促進膽囊易於排空，具有利膽作用。鹼性鎂鹽可中和胃酸。鎂離子在腸腔中吸收緩慢，促進水分滯留，引起導瀉作用。低濃度鎂可減少腸壁張力和蠕動，有解痙作用，並能對抗毒扁豆鹼的作用。

### 鎂與鈣的拮抗
鎂和鈣有拮抗作用，競爭與某些酶的結合，在吸收、排泄及對心臟和神經、肌肉等活動方面表現出相反的作用。由鎂引起的中樞神經抑制和肌神經突觸的傳導阻滯，可被鈣對抗。動物經麻醉後，靜脈注射氯化鈣可以迅速甦醒，所以，鎂中毒可用鈣來解毒。鎂和鈣對細胞滲透壓的作用相反。鎂和鈣離子在腸道吸收時有競爭作用，因此低鎂血症的毒性作用，常可由於攝入含鈣食物而加重。 鎂的攝取不足，血鈣濃度就會昇高，過剩的鈣在組織和血管壁累積沈澱，除了容易引發狹心症、心肌梗塞和腦中風等心血管疾病，還容易引起腎結石和膽結石。

### 鎂與抗氧化性
人體的鎂離子濃度適中可視為天然的抗氧化劑，它可以保護人體不受自由基的傷害，而自由基的傷害與人體的老化以及其他病變有關（包括癌症）。

### 鎂與糖尿病
研究發現有25%的糖尿病患者血液中鎂濃度偏低，進而發現胰島素阻抗性與鎂的不足有關，由於胰島素阻抗性可視為部份原發性高血壓（primary hypertension）以及糖尿病的致病機轉，故推論鎂離子的不足與糖尿病有關；另外實驗也發現，補充鎂可以改善非胰島素倚賴型糖尿病（non-insulin-dependent diabetes，NIDDM）患者之葡萄糖耐量（glucose tolerance）。

### 鎂與癌症
自然殺手細胞能夠不經抗原抗體的辨識就殺死癌細胞。自然殺手細胞中有一類T16細胞，是身體用來殺死細胞的重要角色。T16細胞的形成受到許多因素的影響，而其中包括鎂離子的含量；當體內鎂離子量過低時，會使得人體無法順利產生T16細胞，也增加了罹患癌症的機率。

## 缺乏與過量
造成鎂缺乏的因素是飢餓、長期嘔吐、外傷和腹瀉等，臨床上低血鎂或鎂缺乏的情況常見於酗酒者、營養不良、腸胃道或腎臟疾病的患者。研究結果顯示，如果在25~100天內飲食中嚴重缺鎂，肌肉的收縮和鬆弛就會失去控制，心血管系統和腎臟系統也會受到影響，會發生血管舒張等症狀。缺鎂症狀如下：
- 神經及肌肉受到干擾，引致暴躁及緊張。
- 會助長高血壓和心臟病的發生。
- 肌肉筋攣、無精打采、食慾不振、嘔吐、心跳加快、乏力和癱瘓。
- 吸收不良而引致生長緩慢。
- 抑鬱症。

### 引起攝入缺鎂之成因
- 腸吸收障礙

嚴重腹瀉、吸收不良綜合症、潰瘍性結腸炎、腸道大部分切除術、肝硬化、膽道疾病、克隆氏症等。
- 醛固酮分泌增多

心力衰竭患者由於常伴有繼發性醛固酮分泌增多，醛固酮分泌增多使腸道鎂吸收和腎小管鎂重吸收減少。原發性醛固酮增多症表現有低血鎂。
- 腎臟疾病

如慢性腎盂腎炎、腎小管酸中毒的部分病例伴有腎小管重吸收機能減退，以及急性腎功能不全多尿期。
- 甲狀腺功能亢進及甲狀旁腺功能亢進患者約半數以上可表現低鎂血症。
- 糖尿病酸中毒

由於尿鎂顯著增加可引起低鎂血症，胰島素治療後，鎂向細胞內轉移，可加重低血鎂。
- 攝入不足

鎂損失過多，長期禁食、厭食、噁心、嘔吐、腹瀉、接受輸注無鎂的腸外營養液。
- 吸收不良

廣泛小腸切除、吸收不良綜合症、脂肪痢、胃腸道瘺、急性胰腺炎。
- 排泄過多

腎積水和硬化、腎小管性酸中毒和壞死、原發性醛固醇增多症、糖尿病酮病、甲狀腺機制亢進，副甲狀腺機能亢進、皮質素、促腎上腺皮質激素、利尿劑等使鎂大量從尿排出，
- 一些藥物的應用

如長期應用利尿劑、慶大霉素、免疫抑製劑，高鈣藥物(如洋地黃、皮質素、促腎上腺皮質激素)，使腎排鎂增加。
- 其他原因

酒精中毒、肝硬化、充血性心力衰竭和心肌梗塞、透析失鎂(尿毒症等疾病時，使用大量無鎂透析液進行各種透析療法)。
很多急症病人，產生中程度低血鎂的現象，通常會在幾天內回復正常，因為壓力造成腎上腺素的釋放，促進細胞回收鎂與鉀離子。

血清鎂濃度高於1.25 mmol/L（2.5 mEq/L）時為高鎂血症。經常服用輕緩瀉劑的人，會導致血漿中的鎂含量較其它一般人為高。而過多的鎂會對人體造成毒性，包括有呆滯現象、呼吸機能低下、中樞神經受損、昏迷、喪失反射機能.....等情形發生。若嚴重時，甚至會危及性命。

### 引起攝入過多成因
- 鎂攝入過多：常見於靜脈內補鎂過快過多時。這種情況在腎功能受損的病人更易發生。
- 糖尿病酮症酸中毒：昏迷患者在治療前，往往因為多尿、嘔吐、入水減少而發生嚴重的脫水和少尿，因而血清鎂可以升高。此外，在胰島素治療前，細胞內分解代謝占優勢，故細胞內鎂向細胞外釋出，這也是引起高鎂血症的一個原因。
- 腎排鎂過少：正常時腎有很大的排鎂能力，故口服或注射較多的鎂鹽在腎功能正常的人不致引起高鎂血症。腎排鎂減少是高鎂血症最重要的原因，見於： 
  1. 腎功能衰竭：急性或慢性腎功能衰竭伴有少尿或無尿時，由於腎小球濾過功能減弱等原因，腎排鎂減少，故易發生高鎂血症。此時如果不適當地給病人應用含鎂藥物，更將促進和加重高鎂血症。
  2. 嚴重脫水伴有少尿：隨著尿量減少，鎂的排出也減少，故易發生高鎂血症。
  3. 甲狀腺功能減退：甲狀腺素有抑制腎小管重吸收鎂，促進尿鎂排出的作用，故某些粘液水腫的病人可能發生高鎂血症。
  4. 醛固酮減少：醛固酮也有抑制腎小管重吸收鎂。促進尿鎂排出的作用，故某些愛迪生氏病病患者可發生高鎂血症。

## 毒性[7]
目前尚無報告指出由一般食物中攝取過量鎂會造成不良影響。一般而言，在腎臟功能正常下，大量攝取鎂也不會導致中毒，這是因為腎臟會快速把鎂排出人體，所以血漿中的鎂濃度不會明顯上升。血液中的濃度要上升，必須於飲食外額外給予營養補充劑或是醫藥品中攝取 10 mg/kg/d以上的鎂，如果攝入過量（3-5g）的鎂（如MgSO4），便有可能引起肚瀉甚至脫水現象。當血漿中鎂濃度達9–12 mg/dL時，會引發諸如噁心、臉紅、視力模糊、言語不清等現象；當濃度上升至15 mg/dL時，甚至會導致肌肉麻痺、心臟或呼吸系統衰竭。而過量的靜脈注射的鎂會引起噁心、抑鬱和麻痺等徵狀。

## 外部連結
- http://www.paho.org/English/CFNI/NyamnewsAug1-205.pdf （页面存档备份，存于）